# Beranuy
Beranuy är en kommun i Spanien.   Den ligger i provinsen Provincia de Huesca och regionen Aragonien, i den nordöstra delen av landet, 400 km nordost om huvudstaden Madrid. Antalet invånare är 104. Arean är 64 kvadratkilometer. Beranuy gränsar till Laspaúles, Bonansa, Sopeira, Arén, Isábena och Torre la Ribera. 
Terrängen i Beranuy är huvudsakligen kuperad, men söderut är den bergig.